# Syntrichia

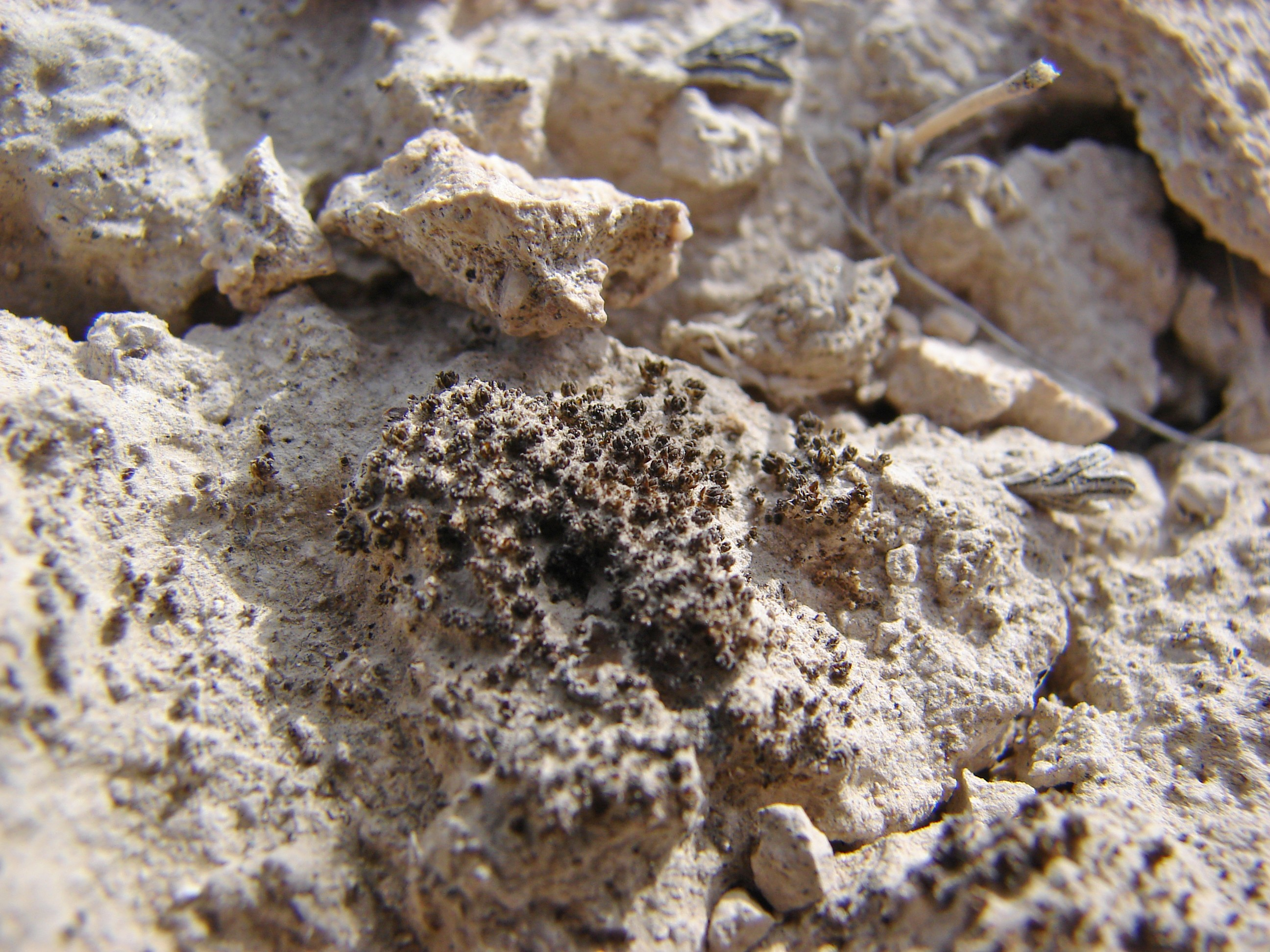
Syntrichia caninervis, la molsa dominant a la comunitat de brolles negres del desert de Mojave

Syntrichia és un gènere de molses acrocàrpiques de la família de les pottiàcies (Pottiaceae).

## Descripció
Les molses són semblants al gènere Tortula, però generalment són una mica més grans i més fortes. Formen catifes de petites a grans, de color verd a groc marronós o vermell marronós. Les tiges són simples o bifurcades, les fulles humides, que sobresurten a recorbats, són obovades, espatulades o en forma de llengua, rarament àmpliament allargades-lanceolades. Les vores de les fulles són planes o corbes i solen tenir marges sencers. La vena de la fulla s'estén a la punta de la fulla, emergeix com una punta curta o molt sovint com un pèl de vidre llarg i generalment dentat.
A la base de la fulla, a banda i banda de la nervadura, hi ha un grup aproximadament invertit en forma d'U de cèl·lules grans, rectangulars, llises, hialines i de parets primes, que està clarament delimitada de la part superior, més petita, a la majoria. Cèl·lules laminars quadrades arrodonides i fortament papil·lades.
Les espècies són dioiques, monoiques o hermafrodites. La seta vermella o marró, allargada i llisa porta una càpsula d'espores cilíndrica erecta, recta o lleugerament corbada amb un opercle en forma de con i un caliptra en forma de casquet. Les 32 dents del peristoma són filiformes.
Les molses colonitzen la roca, el sòl i l'escorça dels arbres. Són cosmopolites en la distribució.

## Sistemàtica
Syntrichia va ser assignat durant molt de temps al gènere Tortula i recentment se'n va separar com a gènere independent. Sembla ser un grup monofilètic.

## Taxonomia
El gènere Syntrichia va ser descrit per Brid. i publicat a Journal für die Botanik 1800(2): 299, a l'any 1801.
Etimologia.
Syntrichia: nom genèric d'origen grec i significa "amb" i "cabell", que fa referència al "peristoma retorçat unit per una membrana basal".
Sinonímia
- Streptopogon squarrosa unr. Calyptopogon	Mitt.	Philosophical Transactions of the Royal Society of London 168(extra vol.): 33. 1879.
- Calyptopogon (Mitt.) Broth.	Nat. Pflanzenfam. 1(3): 419. 1902.
- Sagenotortula	R.H. Zander	Phytologia 65: 429. 1989.
- Sarconeurum	Bryhn	Nyt Mag. Naturvidensk. 40(3): 205. 1902.
- Streptopogon	Wilson ex Mitt.	Hooker's J. Bot. Kew Gard. Misc. 3: 51. 1851.
- Willia	Müll. Hal.	Int. Polarforsch., Deutsch. Exped. 2: 311. 1890.[4]

## Espècies
Espècies acceptades per la WFO Plant List, al juny de 2024:
- Syntrichia abruptinervis (Dixon) R.H. Zander ex Ochyra, Saługa & Ronikier	Plant and Fungal Systematics 67(2): 43. 2022.
- Syntrichia aciphylla (Bruch & Schimp.) Jur. Laubm.-Fl. Oesterr.-Ung. 142 1882
- Syntrichia aculeata (Wilson ex Mitt.) R.H. Zander	Bull. Buffalo Soc. Nat. Sci. 32: 267 1993
- Syntrichia alpestris (Dixon) R.H. Zander Bull. Buffalo Soc. Nat. Sci. 32: 267 1993
- Syntrichia alpina	(Bruch & Schimp.) Jur.	Die Laubmoosflora von Oestrreich-Ungarn : 139. 1882
- Syntrichia ammonsiana	(H.A. Crum & L.E. Anderson) Ochyra	Fragm. Florist. Geobot. 37: 212 1992
- Syntrichia amphidiacea (Müll. Hal.) R.H. Zander Bull. Buffalo Soc. Nat. Sci. 32: 267 1993
- Syntrichia anderssonii (Ångstr.) R.H. Zander Bull. Buffalo Soc. Nat. Sci. 32: 267 1993
- Syntrichia andicola (Mont.) Ochyra Fragm. Florist. Geobot. 37: 212 1992
- Syntrichia angustifolia (Herzog) M.J. Cano Bryophyt. Biblioth. 64: 129 2008
- Syntrichia antarctica	(Hampe) R.H. Zander	Bull. Buffalo Soc. Nat. Sci. 32: 267 1993
- Syntrichia austro-africana (W.A. Kramer) R.H. Zander	Bull. Buffalo Soc. Nat. Sci. 32: 267 1993
- Syntrichia austroleucophaea	(Besch.) Brinda, Jáuregui-Lazo & Mishler	Phytologia. 103(4): 93. 2021
- Syntrichia baileyi (Broth.) R.H. Zander Bull. Buffalo Soc. Nat. Sci. 32: 267 1993
- Syntrichia bartramii (Steere) R.H. Zander	Bull. Buffalo Soc. Nat. Sci. 32: 267 1993
- Syntrichia berthoana (Thér.) M.T. Gallego & M.J. Cano	Bryologist 114(3): 561
- Syntrichia bidentata (X.L. Bai) Ochyra Wiadom. Bot. 46(1–2): 95 2002
- Syntrichia bipedicellata (Besch. ex E. Britton) R.H. Zander	Bull. Buffalo Soc. Nat. Sci. 32: 267 1993
- Syntrichia bogotensis	(Hampe) Mitt. ex R.H. Zander Bull. Buffalo Soc. Nat. Sci. 32: 267 1993
- Syntrichia boliviana M.T. Gallego & M.J. Cano Syst. Bot. 34: 245 2009
- Syntrichia brachychaete (Dusén) Brinda, Jáuregui-Lazo & Mishler	Phytologia. 103(4): 93. 2021
- Syntrichia brachyclada (Cardot) R.H. Zander Bull. Buffalo Soc. Nat. Sci. 32: 267 1993
- Syntrichia brasiliensis (Casado ex D.P. Costa) Brinda, Jáuregui-Lazo & Mishler	Phytologia. 103(4): 92. 2021
- Syntrichia brevisetacea (Hampe ex F. Muell.) R.H. Zander Bull. Buffalo Soc. Nat. Sci. 32: 267 1993
- Syntrichia buchtienii	(Herzog) M.J. Cano & M.T. Gallego Bot. J. Linn. Soc. 156: 208 2008
- Syntrichia calobolax (Müll. Hal.) Brinda, Jáuregui-Lazo & Mishler	Phytologia. 103(4): 93. 2021
- Syntrichia calymperes	(Müll. Hal.) Brinda, Jáuregui-Lazo & Mishler Phytologia. 103(4): 92. 2021
- Syntrichia campestris	(Dusén) R.H. Zander	Bull. Buffalo Soc. Nat. Sci. 32: 267 1993
- Syntrichia caninervis	Mitt. J. Proc. Linn. Soc., Bot., Suppl. 1: 39 1859
- Syntrichia cascadensis W.A. Kramer Nova Hedwigia Beiheft 154: 35. 2023.
- Syntrichia cavallii (G. Negri) Ochyra	Fragm. Florist. Geobot. 37: 212 1992
- Syntrichia cavifolia (Mitt.) Brinda, Jáuregui-Lazo & Mishler	Phytologia. 103(4): 92. 2021
- Syntrichia chisosa (Magill, Delgad. & L.R. Stark) R.H. Zander	Bull. Buffalo Soc. Nat. Sci. 32: 269 1993
- Syntrichia christophei Ochyra & R.H. Zander Cryptogamie, Bryologie. 35(1): 39. 2014
- Syntrichia chubutensis (Dusén) W.A. Kramer Nova Hedwigia. 114(1–2): 34. 2022
- Syntrichia ciliata (Broth.) R.H. Zander Bull. Buffalo Soc. Nat. Sci. 32: 269 1993
- Syntrichia clavipes (Spruce) Brinda, Jáuregui-Lazo & Mishler	Phytologia. 103(4): 92. 2021
- Syntrichia coloradensis W.A. Kramer Nova Hedwigia Beiheft 154: 38. 2023.
- Syntrichia conferta (E.B. Bartram) R.H. Zander Bull. Buffalo Soc. Nat. Sci. 32: 269 1993
- Syntrichia costesii (Thér.) R.H. Zander Bull. Buffalo Soc. Nat. Sci. 32: 269 1993
- Syntrichia crispatula	Müll. Hal.	Hedwigia 36: 104 1897
- Syntrichia densa (Velen.) J.-P. Frahm	J. Bryol. 23: 120 2001
- Syntrichia desertorum	(Broth.) J.J. Amann	Fl. Mouss. Suisse 3: 39 1933
- Syntrichia didymodontoides (Broth.) R.H. Zander Bull. Buffalo Soc. Nat. Sci. 32: 269 1993
- Syntrichia epilosa (Broth. ex Dusén) R.H. Zander Bull. Buffalo Soc. Nat. Sci. 32: 269 1993
- Syntrichia erythrodonta (Taylor) Brinda, Jáuregui-Lazo & Mishler	Phytologia. 103(4): 92. 2021
- Syntrichia filaris (Müll. Hal.) R.H. Zander Bull. Buffalo Soc. Nat. Sci. 32: 269 1993
- Syntrichia fontana (Müll. Hal.) R.H. Zander Bull. Buffalo Soc. Nat. Sci. 32: 269 1993
- Syntrichia fragilis (Taylor) Ochyra Fragm. Florist. Geobot. 37: 212 1992
- Syntrichia frigorideserticola	Ochyra, Saługa & Ronikier Plant and Fungal Systematics 67(2): 42. 2022.
- Syntrichia fuegiana Mitt.	J. Proc. Linn. Soc., Bot. 4: 71 1859
- Syntrichia fuscoviridis (Cardot) R.H. Zander Bull. Buffalo Soc. Nat. Sci. 32: 269 1993
- Syntrichia geheebiaeopsis	(Müll. Hal.) R.H. Zander Bull. Buffalo Soc. Nat. Sci. 32: 269 1993
- Syntrichia gelida	J.J. Amann	Bull. Soc. Vaud. Sci. Nat. 53: 89. 3–5 1920
- Syntrichia gemmascens	(P.C. Chen) R.H. Zander	Bull. Buffalo Soc. Nat. Sci. 32: 269 1993
- Syntrichia glabra	J.-P. Frahm & M.T. Gallego	J. Bryol. 23: 119. f. 1–2: a–d 2001
- Syntrichia glacialis (Kunze ex Müll. Hal.) R.H. Zander	Bull. Buffalo Soc. Nat. Sci. 32: 269 1993
- Syntrichia gromschii	(Thér.) R.H. Zander	Bull. Buffalo Soc. Nat. Sci. 32: 269 1993
- Syntrichia handelii	(Schiffn.) S. Agnew & Vondr.	Feddes Repert. 86: 401 1975
- Syntrichia hermannii	W.A. Kramer	Nova Hedwigia Beiheft 154: 46. 2023.
- Syntrichia hosseusii	W.A. Kramer	Nova Hedwigia. 114(1–2): 24. 2022
- Syntrichia intermedia	Brid.	Bryol. Univ. 1: 586 1826
- Syntrichia kingii	(H. Rob.) M.T. Gallego & M.J. Cano	Systematic Botany. 39(2): 362. 2014
- Syntrichia lacerifolia	(R.S. Williams) R.H. Zander	Bull. Buffalo Soc. Nat. Sci. 32: 269 1993
- Syntrichia laevipila	Brid.	Muscol. Recent. Suppl. 4: 98 1819
- Syntrichia laevipilaeformis	(De Not.) J.J. Amann	Bull. Soc. Roy. Bot. Belgique 22(2): 162 1883
- Syntrichia laeviuscula	(Kindb.) W.A. Kramer	Nova Hedwigia Beiheft 154: 54. 2023.
- Syntrichia lamellaris	M.T. Gallego, M.J. Cano & Larraín	Journal of Bryology. 42(2): 129. 2020
- Syntrichia latifolia	(Bruch ex Hartm.) Huebener	Muscol. Germ. 342 1833
- Syntrichia leptotricha	(Müll. Hal. & Kindb.) W.A. Kramer	Nova Hedwigia Beiheft 154: 60. 2023.
- Syntrichia leucostega	(Müll. Hal.) R.H. Zander	Bull. Buffalo Soc. Nat. Sci. 32: 269 1993
- Syntrichia limensis (R.S. Williams) R.H. Zander	Bull. Buffalo Soc. Nat. Sci. 32: 269 1993
- Syntrichia lindigii (Hampe) Brinda, Jáuregui-Lazo & Mishler	Phytologia. 103(4): 92. 2021
- Syntrichia linguifolia (Herzog) R.H. Zander	Bull. Buffalo Soc. Nat. Sci. 32: 269 1993
- Syntrichia lithophila	(Dusén) Ochyra & R.H. Zander	Fragm. Florist. Geobot. Polon. 14: 210 2007
- Syntrichia longimucronata	(X.J. Li) R.H. Zander	Bull. Buffalo Soc. Nat. Sci. 32: 269 1993
- Syntrichia magellanica (Mont.) R.H. Zander	Bull. Buffalo Soc. Nat. Sci. 32: 269 1993
- Syntrichia magilliana	L.E. Anderson	J. Hattori Bot. Lab. 82: 15. f. 1–8 1997
- Syntrichia matudiana (H.A. Crum) Brinda, Jáuregui-Lazo & Mishler	Phytologia. 103(4): 92. 2021
- Syntrichia mniadelphus (Müll. Hal.) Herzog	Rev. Bryol. Lichénol. 23: 73 1954
- Syntrichia mnioides	(Schwägr.) Brinda, Jáuregui-Lazo & Mishler	Phytologia. 103(4): 94. 2021
- Syntrichia mollis	(Bruch & Schimp. ex Müll. Hal.) R.H. Zander	Bull. Buffalo Soc. Nat. Sci. 32: 269 1993
- Syntrichia mongolica	Boros	Trans. Brit. Bryol. Soc. 6: 70. f. 1–2 1970
- Syntrichia montana	Nees	Flora 2: 301 1819
- Syntrichia muricata	M.T. Gallego & M.J. Cano	J. Bryol. 29: 183 2007
- Syntrichia mutica	(Molendo) Giacom.	Ist. Bot. Reale Univ. Reale Lab. Crittog. Pavia, Atti 9(2): 194 1950
- Syntrichia napoana	(De Not.) M.J. Cano & M.T. Gallego	Bot. J. Linn. Soc. 156: 210 2008
- Syntrichia norvegica	F. Weber	Arch. Syst. Naturgesch. 1(1): 130. pl. 5: f. 1 1804
- Syntrichia novomexicana	W.A. Kramer	Nova Hedwigia Beiheft 154: 76. 2023.
- Syntrichia obtusissima	(Müll. Hal.) R.H. Zander	Bull. Buffalo Soc. Nat. Sci. 32: 269 1993
- Syntrichia ovata	W.A. Kramer	Nova Hedwigia Beiheft 154: 85. 2023.
- Syntrichia pagorum	(Milde) J.J. Amann	Fl. Mouss. Suisse 2: 117 1918
- Syntrichia papillosa	(Wilson ex Spruce) Spruce	Laubm.-Fl. Oesterr.-Ung. 141 1882
- Syntrichia percarnosa	(Müll. Hal.) R.H. Zander	Bull. Buffalo Soc. Nat. Sci. 32: 269 1993
- Syntrichia phaea	(Hook. f. & Wilson) R.H. Zander	Bull. Buffalo Soc. Nat. Sci. 32: 269 1993
- Syntrichia pichinchensis	(Taylor) Spruce	Bull. Buffalo Soc. Nat. Sci. 32: 269 1993
- Syntrichia polylepidis	(Herzog) M.J. Cano & M.T. Gallego	Bot. J. Linn. Soc. 156: 212 2008
- Syntrichia princeps	(De Not.) Mitt.	J. Proc. Linn. Soc., Bot., Suppl. 1: 39 1859
- Syntrichia prostrata	(Mont.) R.H. Zander	Bull. Buffalo Soc. Nat. Sci. 32: 269 1993
- Syntrichia pseudodesertorum	(J. Froehl.) S. Agnew & Vondr.	Feddes Repert. 86: 402 1975
- Syntrichia pseudohandelii	(J. Froehl.) S. Agnew & Vondr.	Feddes Repert. 86: 401 1975
- Syntrichia pseudolatifolia	(Cardot) M.J. Cano & M.T. Gallego	Bot. J. Linn. Soc. 156: 212 2008
- Syntrichia pseudorobusta	(Dusén) R.H. Zander	Bull. Buffalo Soc. Nat. Sci. 32: 269 1993
- Syntrichia pugionata	(Müll. Hal.) W.A. Kramer	Nova Hedwigia Beiheft 154: 100. 2023.
- Syntrichia pulvinata	(Jur.) Jur.	Laubm.-Fl. Oesterr.-Ung. 144 1882
- Syntrichia pygmaea	(Dusén) R.H. Zander	Bull. Buffalo Soc. Nat. Sci. 32: 269 1993
- Syntrichia quitoensis	(Taylor) Brinda, Jáuregui-Lazo & Mishler	Phytologia. 103(4): 94. 2021
- Syntrichia ramosissima	(Thér.) R.H. Zander	Bull. Buffalo Soc. Nat. Sci. 32: 269 1993
- Syntrichia reflexa	R.H. Zander	Bull. Buffalo Soc. Nat. Sci. 32: 269 1993
- Syntrichia rigescens	(Broth. & Geh.) Ochyra	Fragm. Florist. Geobot. 37: 212 1992
- Syntrichia robusta	(Hook. & Grev.) R.H. Zander	Bull. Buffalo Soc. Nat. Sci. 32: 269 1993
- Syntrichia rubella	(Hook. f. & Wilson) R.H. Zander	Bull. Buffalo Soc. Nat. Sci. 32: 270 1993
- Syntrichia rubra	(Mitt.) R.H. Zander	Bull. Buffalo Soc. Nat. Sci. 32: 270 1993
- Syntrichia rufa	(Schimp. ex Besch.) O'Shea	Trop. Bryol. 29: 5 2008
- Syntrichia runcinata	(Müll. Hal.) Schiffn.	Botanisches Centralblatt. 53(1): 21. 1893
- Syntrichia rupicola	B.H. Allen	Mem. New York Bot. Gard. 93: 205. f. 105 2005
- Syntrichia ruralis	(Hedw.) F. Weber & D. Mohr	Index Mus. Pl. Crypt. [2] 1803
- Syntrichia sarconeurum Ochyra & R.H. Zander Fragm. Florist. Geobot. Polon. 14: 210 2007
- Syntrichia saxicola (Cardot) R.H. Zander	Bull. Buffalo Soc. Nat. Sci. 32: 270 1993
- Syntrichia scabrella (Dusén) R.H. Zander	Bull. Buffalo Soc. Nat. Sci. 32: 270 1993
- Syntrichia scabrinervis (Müll. Hal.) R.H. Zander	Bull. Buffalo Soc. Nat. Sci. 32: 270 1993
- Syntrichia schmidii (Müll. Hal.) Mitt. J. Proc. Linn. Soc., Bot., Suppl. 1: 39 1859
- Syntrichia schnyderi (Müll. Hal.) R.H. Zander	Bull. Buffalo Soc. Nat. Sci. 32: 270 1993
- Syntrichia serrata (Dixon) R.H. Zander Bull. Buffalo Soc. Nat. Sci. 32: 270 1993
- Syntrichia serripungens (Lorentz & Müll. Hal.) R.H. Zander Bull. Buffalo Soc. Nat. Sci. 32: 270 1993
- Syntrichia serrulata (Hook. & Grev.) M.J. Cano Bryophyt. Biblioth. 64: 131 2008
- Syntrichia sinensis (Müll. Hal.) Ochyra Fragm. Florist. Geobot. 37: 213 1992
- Syntrichia socialis (Dusén) R.H. Zander Bull. Buffalo Soc. Nat. Sci. 32: 270 1993
- Syntrichia splendida	M.T. Gallego & M.J. Cano Journal of Bryology. 43(3): 277. 2021
- Syntrichia squarripila (Thér.) Herzog ex Brinda, Jáuregui-Lazo & Mishler	Phytologia. 103(4): 91. 2021
- Syntrichia subaristata (Bruch & Schimp. ex Müll. Hal.) R.H. Zander Bull. Buffalo Soc. Nat. Sci. 32: 270 1993
- Syntrichia subintermedia (Renauld & Cardot) W.A. Kramer Nova Hedwigia Beiheft 154: 134. 2023.
- Syntrichia submontana	(Broth.) Ochyra	Fragm. Florist. Geobot. 37: 213 1992
- Syntrichia subpapillosa (Cardot & Broth.) Matteri J. Hattori Bot. Lab. 75: 39 1994
- Syntrichia substereidosa (W.A. Kramer) Tsegmed Trudy Sovmestnoĭ Rossiĭsko-Mongolskoĭ Kompleksnoĭ Biologicheskoĭ Ekspeditsii. 56: 251. 2010
- Syntrichia sucrosa Kellman Bryologist 111: 676 2008
- Syntrichia virescens (De Not.) Ochyra	Fragm. Florist. Geobot. 37: 213 1992
- Syntrichia viridula (Müll. Hal.) R.H. Zander Bull. Buffalo Soc. Nat. Sci. 32: 270 1993